# Calliopum simillimum
Calliopum simillimum is een vliegensoort uit de familie van de Lauxaniidae. De wetenschappelijke naam van de soort is voor het eerst geldig gepubliceerd in 1933 door Collin.